# Hernani (Espanha)
Hernani é um município da Espanha na província de Guipúscoa, comunidade autónoma do País Basco.